# Emulsja dozymetryczna
Emulsja dozymetryczna – emulsja fotograficzna wrażliwa na promieniowanie jonizujące. Umożliwia rejestrację dawki i oznaczenie jej za pomocą dawkomierza fotometrycznego. 
Odczyt dawki jest możliwy dzięki znajomości zależności zaczernienia emulsji od napromienienia. Dla emulsji dozymetrycznej zależność ta (zaczernienie od logarytmu dawki) jest w dużym zakresie liniowa.